# N'Golonianasso
N’Golonianasso est une commune rurale du Mali de l'arrondissement central de Koutiala, dans le cercle de Koutiala et la région de Koutiala.

## Villages
La commune s'étend sur 12 localités relevées lors du recensement général de 2009. 
Les villages les plus peuplés sont :
- N’Golonianasso (4 383 habitants)
- Niamanasso (2 698 habitants)
- Zangorola (2 601 habitants)

En 2023, la loi 2023-007 attribue à la commune 10 villages, fractions ou quartiers  :
- N’Golonianasso
- M'Pelokosso
- Zangorola
- Zantona
- N'Gorosso
- Niguila
- Nianabougou
- Soum
- Niamanasso
- N'Torla